# Cal Pallarès (Montellà i Martinet)
Cal Pallarès és un mas al veïnat de Víllec (Montellà i Martinet, la Baixa Cerdanya). Es tracta d'un conjunt de diverses edificacions que conformen una residència rural, amb tots els seus elements com són l'habitatge, graners, celler, estables, quadres, etc. Els anys han produït una evolució dins del conjunt arquitectònic. No es tracta doncs d'una construcció unitària sinó que les diverses dependències han anat creixent al voltant d'un nucli primitiu que conté elements gòtics. Té una construcció de maçoneria i cobertes de teula àrab. A l'edifici corresponent a l'habitatge cal destacar el portal d'arc de mig punt i dovelles de pedra d'època medieval. També té unes obertures amb ornamentació d'estil gòtic català. Conté una balconada de fusta pròpia del país.